# Édouard de Morgan
Pour les articles homonymes, voir Morgan.
Édouard de Morgan est un homme politique français né le 15 août 1803 à Amiens (Somme) et décédé le 17 juillet 1867 à Paris.

## Biographie
Edouard de Morgan est le fils d'Adrien Morgan de Belloy, maire d'Amiens, député de la Somme, et de Pauline Roussel de Belloy.
Propriétaire agriculteur, il est maire de Chaussoy-Epagny, conseiller général du canton d'Ailly-sur-Noye et député de la Somme de 1857 à 1867, siégeant dans la majorité soutenant le Second Empire. 

## Décoration
Chevalier de la Légion d'honneur par décret du 6 aout 1860

### Mariage et descendance
Il épouse à Abbeville le 2 juillet 1833 Marie Estève Foucques d'Emonville (Abbeville 3 juillet 1812 - Paris 30 mars 1858), dont il a :
- Adrien de Morgan (1834-1855) ;
- Paul Elie de Morgan, secrétaire d'Ambassade, conseiller général du canton d'Ailly sur Noye (1835-1881), marié en 1874 avec Claire Marguerite Rose d'Estornez d'Angosse (1850-1929) ;
- Thérèse de Morgan (1840-1883), mariée en 1861 avec Joseph Lallard de Gommecourt (1824-1890).

## Sources
- « Édouard de Morgan », dans Adolphe Robert et Gaston Cougny, Dictionnaire des parlementaires français, Edgar Bourloton, 1889-1891 [détail de l’édition]
- Vicomte Albert Réverend, Titres, anoblissements et pairies de la Restauration 1814-1830, tome 5, rééd. 1974, Paris, librairie Honoré Champion, p. 197-198.